# 京王デハ1760形電車

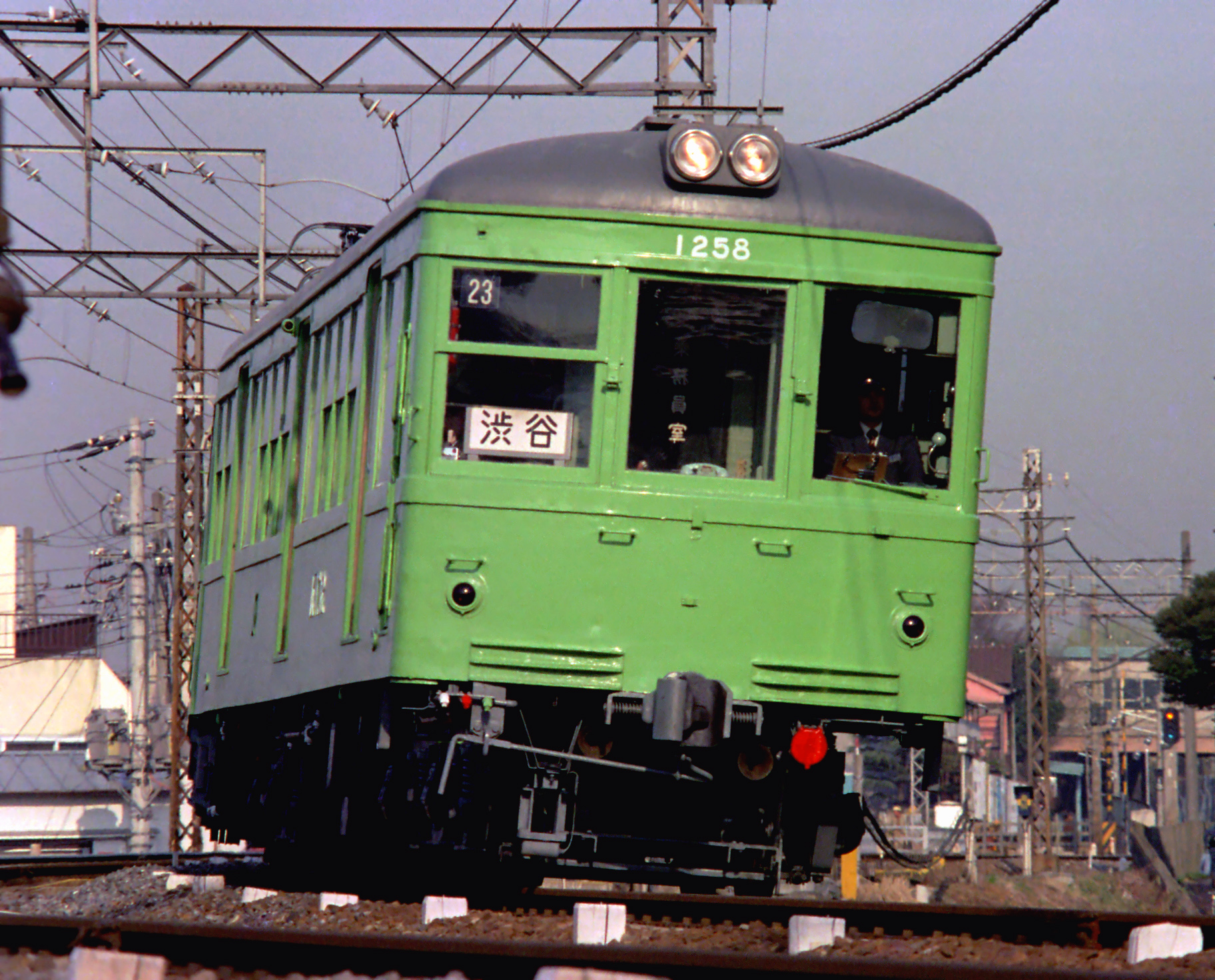
クハ1258（旧デハ1761）

京王デハ1760形電車（けいおうデハ1760がたでんしゃ）は、京王帝都電鉄井の頭線で使用されていた電車である。

## 概要

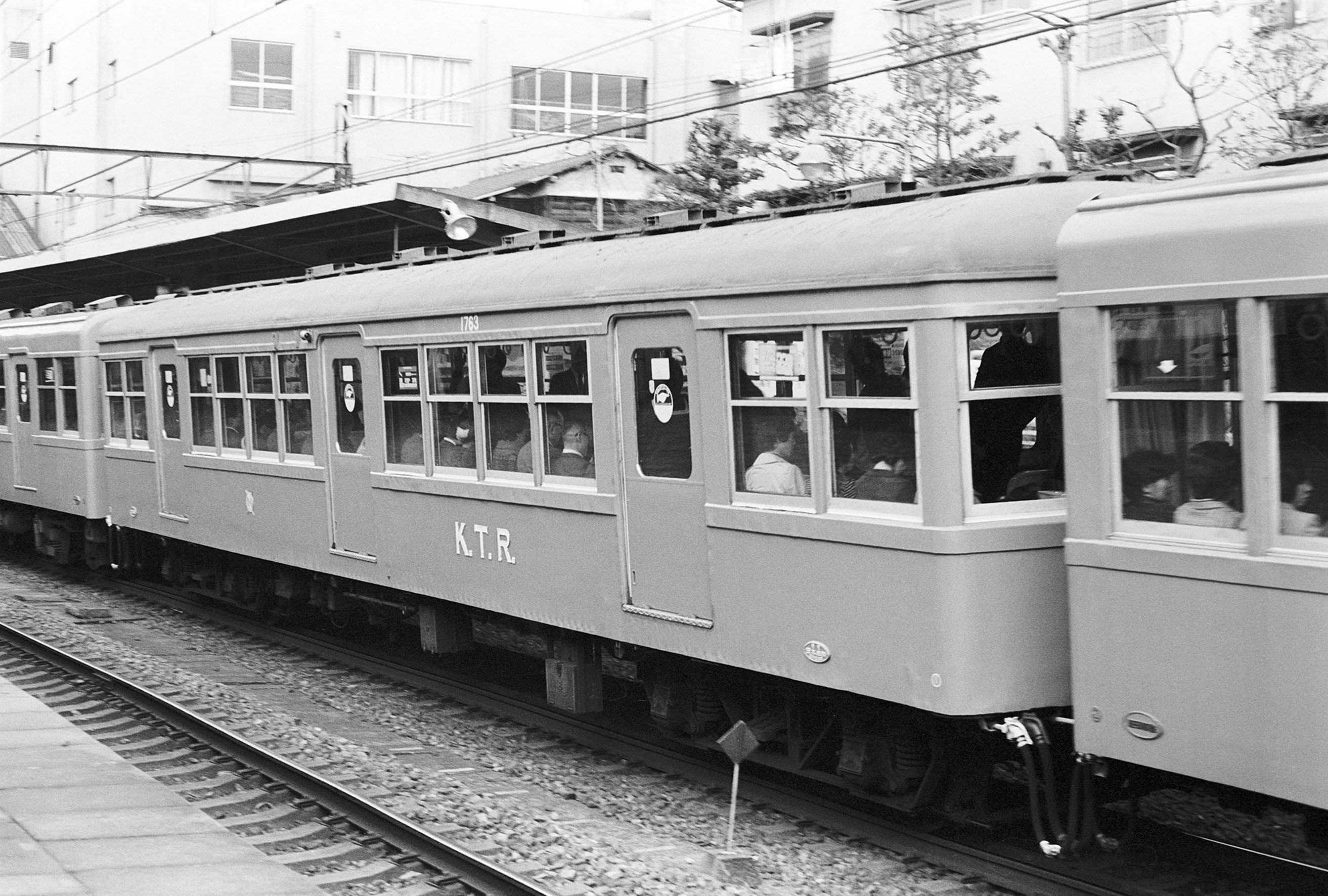
サハ1763

京王の東京急行電鉄（大東急）からの分離後初の井の頭線用車両。1950年に日本車輌製造でデハ1761 - 1763の3両が製造された。
外観はデハ1710形に準じた18m級両運転台、窓配置はd1D4D4D1d、片開き3扉の非貫通型車体で、前面裾の左右にはアンチクライマーがある。
1963年8月の京王線架線電圧1500V昇圧に伴い、電動貨車デニ200形・デト210形、支線用中型車220系に機器を供出するため、デハ1560形とともに1761・1762の電装解除と片側の運転台撤去・貫通化改造がされ、クハ1250形1258・1259に改番された。
1763は引き続き増結用などに使用されていたが、1969年に電装解除と両側の運転台撤去・貫通化改造がされ、サハ1760形1763に形式が変更された。
3両とも1980年に廃車、解体されている。

## 諸元
- 形式 - デハ1760
- 自重 - 39.5t
- 定員 - 130名
- 全長 - 18130mm
- 製造初年度 - 1950年
- 製造所 - 日本車輌製造